# Alfonso Arteseros
Alfonso Arteseros Oliva (Madrid, 1946) es un periodista, historiador y documentalista español.

## Biografía
Periodista, historiador y documentalista, Alfonso Arteseros recoge en sus documentales el devenir del siglo XX, considerado el periodo más influyente de la historia y la única etapa que ha sido recogida en imágenes en movimiento. Su extensísimo archivo fílmico, que agrupa tanto filmaciones históricas como entrevistas realizadas personalmente a más de 8000 protagonistas y personajes, es la base para la creación de piezas de alto interés testimonial y cultural.
Alfonso Arteseros ha trabajado durante más de cuarenta años elaborando documentales de contenido histórico y cultural para las televisiones públicas de España y de otros países de las cuales se pueden destacar, Televisión Española, Telemadrid, Televisión Gallega, Canal9, Canal Sur. Durante sus cuarenta años de trabajo ha elaborado más de cien documentales en los que se desarrollan los hechos que han configurado la historia de España en el siglo XX. Destacan en su obra títulos como El frente del Arte, sobre la evacuación del patrimonio artístico español durante la guerra civil, Hendaya 50 años después, Los Beatles en España, El Rock de nuestra transición, La puerta verde, Pepe Díaz (el rojo andaluz), Manuel Giménez Fernández, El movimiento guerrillero en Andalucía, que le valió el premio Andalucía de periodismo, otorgado por la Junta de Andalucía, Santa Ángela de la Cruz y series documentales como, Nostalgias de Andalucía (26 capítulos) o Valencia en la memoria (16 capítulos). En 2008, el periódico ABC contrató a Alfonso Arteseros una colección de DVD denominados Memoria visual de España, la serie con más repercusión de todas las editadas por dicho diario y siendo en estos momentos motivo de reventas en los foros de internet por parte de coleccionista tras haberse agotado totalmente.
Ha presentado y dirigido programas de televisión durante 15 años, y durante cuatro años ha presentado el programa España en la memoria en Intereconomía Televisión, editando en DVD sesenta programas de los más de doscientos realizados consiguiendo una distribución de más de tres millones de unidades junto con el diario La Gaceta.
Ha presentado y ha dirigido programas en televisiones como Canal Sur, Canal 9, la Televisión Gallega.
En la actualidad presenta y dirige nuevamente España en la Memoria en El Toro Televisión.
Alfonso Arteseros imparte conferencias y charlas audiovisuales en diferentes universidades, institutos, centros culturales y centros de mayores.
Autor del libro España en mi memoria publicado por La esfera de los libros y de una serie documental compuesta por cuarenta capítulos, El franquismo en mi memoria, todavía sin estrenar.
Recibió  medalla de plata con distintivo rojo, de la Orden de los caballeros custodios de Calatrava la Vieja.

## Trayectoria en radio
- Con Carlos Herrera en Onda Cero una sección llamada «España en la memoria».

## Trayectoria en TV
- España en la memoria El Toro TV (actualmente en emisión)
- España en la memoria Intereconomía TV (2010-2013)
- España en mi memoria en Déjate de Historias TV (2018-2020)
- España en mi memoria en Onda 6 Madrid - La 10 Madrid (hasta 2010)

Además de numerosos espacios de contenido histórico y cultural en Televisión Española, Telemadrid, Televisión de Galicia, Canal 9 y Canal Sur.

## Premios y nominaciones
Está en posesión de los siguientes premios, menciones y galardones: 
- Primer premio del festival de video-cine de Oviedo en el año 1983
- Premio Andalucía de Periodismo en 1992 que le otorgó la Junta de Andalucía
- Finalista los años 1996 y 2000 con mención especial de honor al premio 28F que otorga el Parlamento Andaluz
- Nominado en 1999 a los premios ASECAM de la crítica por la serie documental titulada Nostalgias de Andalucía emitidas por Canal Sur Televisión.
- Placa otorgada por la Junta de Andalucía, Consejería de Educación y Ciencia de la delegación provincial de Málaga en el XX aniversario del Instituto Guadalpín de Marbella, por su colaboración a la difusión de la cultura y la historia de Andalucía.
- Placa de agradecimiento por su labor profesional en el campo de la cultura otorgada por el CIT Centro de Iniciativas Turísticas de Marbella en el 2001.
- Premio de la Asociación Nacional de Festivales de Cine, al mejor documental en el VII Festival de Cine de Mallorca en 2004.
- Medalla del V Centenario de la Orden de Carlos V en 2009
- Premio Sentir Málaga, a su labor profesional sobre la historia de Málaga en el 2001
- Trofeo con mención de honor en el Festival de Cine de Marbella 2001, por el cortometraje Gracias por todo por el Cinematógrafo
- Premio ATEA 2001 al mejor programa difusor de la cultura andaluza en televisión
- Socio de honor 2009 de la Agrupación Narváez
- Antena de oro al mejor programa de Televisión en 2009
- Premio Víctor Pradera de los Círculos de San Juan en 2010
- Premio a la concordia 2011 de la Comunidad Valenciana
- Encomienda de caballero de Santiago 2011 de la asociación nacional de Guardias Civiles
- Caballero de honor de la Coronelía Guardas del Rey 2011
- Académico de honor 2012 de la Academia Internacional de Ciencias, Tecnología, Educación y Humanidades
- Medalla de Oro del Foro Europeo los años 2001 y 20013
- Granviario de Honor 2013
- Ancla de oro 2014 de la Armada Española